# Synalpheus agelas
Synalpheus agelas är en kräftdjursart som beskrevs av L. H. Pequegnat och Heard 1979. Synalpheus agelas ingår i släktet Synalpheus och familjen Alpheidae. Inga underarter finns listade i Catalogue of Life.